# Zalmen Zylbercweig

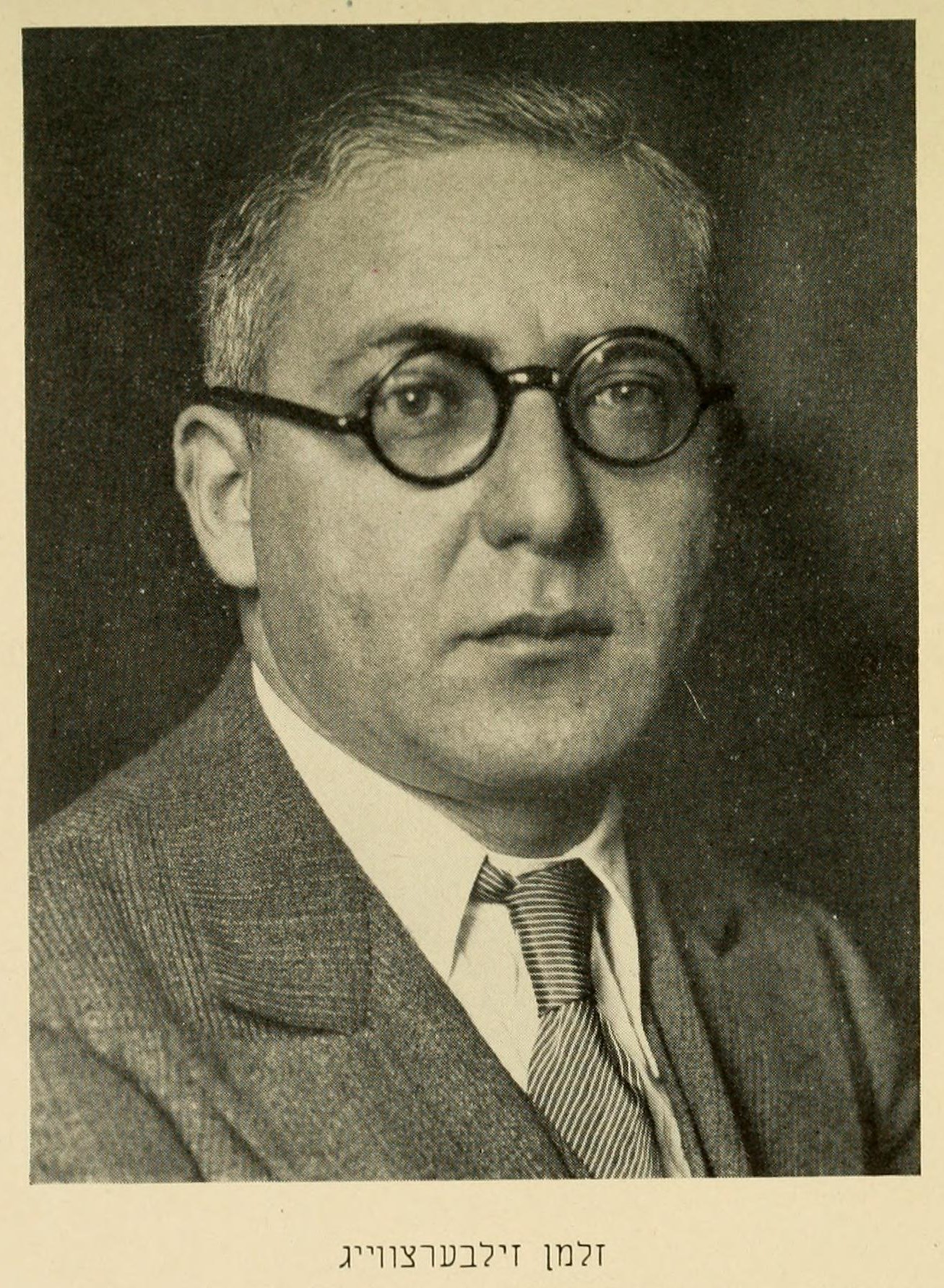
Porträt von Zalmen Zylbercweig aus Klangen fun mayn lebn (1944)

Zalmen Zylbercweig (auch: Zalman Zylbercwaig, Zalmen Zilbertsvayg, Zalman Zilbertsvaig; * 27. September 1894 in Ozorków, Preußen, heute Polen oder Chortkov, Galizien, Österreich-Ungarn, heute Ukraine; † 25. Juli 1972 in Los Angeles) war ein aus Osteuropa stammender jiddischer Theaterautor und -chronist.

## Leben und Wirken
Zylbercweig wurde als Sohn des jiddischen Schriftstellers Tsvi-Hirsh Zylbercweig geboren und ist ein Nachfahre des Rabbi Meir Malbim. Im Alter von drei Jahren übersiedelte er mit seiner Familie ins nahe gelegene Łódź. Später studierte er in Lida (Belarus) an der Jeschiwa von Rabbi Jizchak Jakob Reines, dem Mitbegründer der zionistischen Misrachi-Bewegung. Zudem absolvierte er eine Handelsschule. Er arbeitete in der Folge in einer Immobiliengesellschaft, gab aber bereits 1912 seinem Interesse für Theater nach und engagierte sich an der Gründung der „LIDA“ (Lodz Yiddish Dramatic Actors).
Schon als Jugendlicher verfasste Zylbercweig auf Jiddisch humoristische Sketche und von 1909 bis 1910 übersetzte er Sketche und Geschichten aus dem europäischen Theaterrepertoire für die Druckschrift Eyropeishe Literatur ins Jiddische. 1910 erschien eine jiddische Übersetzung eines Stücks von Janusz Korczak im Lodzer Tageblat. Bei dieser Zeitung wurde Zylbercweig bereits 1912 fest angestellt. Von 1915 bis 1924 war er Redakteur dieser Zeitung und schrieb Feuilletons, politische Artikel, Reportagen, humoristisches und Anekdoten, Buch-, Musik- und jiddische Theaterkritiken sowie Adaptationen von Novellen und Übersetzungen europäischer Literatur. Unter seinen Übersetzungen fanden sich unter anderem Stücke von Alexandre Dumas, William Shakespeare, Hermann Sudermann, Bernard Shaw, Henrik Ibsen, Herman Heijermans, Leonid Andrejew, Fjodor Dostojewski, Arthur Schnitzler und Octave Mirbeau. 1924 verfasste er die Komödie Poznanski un Kon, die 1924 in Łódź aufgeführt wurde.
Ab 1913 übersetzte er am Łódźer Scala Theater europäisches Theaterrepertoire ins Jiddische. Später wandelte er diese Stücke im Zuge der Übersetzung auch ab. Bereits 1922 begann Zylbercweig Materialien für sein Lebenswerk zu sammeln, dem ab 1931 erschienenen Leksikon fun Yidishn Teater. 1924 übersiedelte er ins britische Mandatsgebiet Palästina. Bis 1927 unternahm er zwei Reisen in die Vereinigten Staaten. Danach bereiste er jüdische Gemeinden weltweit, um Informationen für sein Theaterlexikon zu sammeln. Nachdem er 1936 unter anderem Argentinien, Polen, Frankreich, England besucht hatte, übersiedelte er 1937 endgültig in die USA, nach New York. Dort arbeitete er für das Yidisher visnshaftlekher institut (YIVO), eine jiddische Kultur- und Forschungsorganisation, und schrieb für den Jewish American. Weiters wurde er Mitglied der Jewish National Workers Alliance und Präsident des United Emergency Relief Committee for the City of Lodz.
1948 übersiedelte Zylbercweig mit seiner Frau Celia nach Los Angeles, wo er die Radiosendung „Zylbercweig Yiddish Radio Hour“ präsentierte. Er wurde Vorsitzender des Committee for Yiddish Education sowie der örtlichen YIVO und engagierte sich auch in anderen Organisationen.
Sein Nachlass, einige jiddische Theaterskripte, befindet sich in der Universitätsbibliothek der University of California, Los Angeles (UCLA). Teile von Zylbercweigs Werken finden sich unter anderem auch in der Bibliothek der Universität Potsdam.

## Journalistische Stationen
Abgesehen von den bereits genannten Zeitungen und Zeitschriften, arbeitete Zylbercweig in seiner Zeit in Łódź als Korrespondent der Warschauer jiddischen Tageszeitung Haynt („Heute“), des New Yorker Forverts, der Buenos Aires Yidishe Tsaytung. Beiträge erschienen auch in Fraye Erd, Teater un Kunst, Teater un Kino, Heftn far Literatur, Der Yidisher Zhurnalist, Literatur, Yugend, Di Yetstige Tsayt und anderer literarischer Journale, die in Lodz nach 1912 erschienen.
Nach seiner Łódźer Zeit erschienen Beiträge unter anderem in den Warschauer Publikationen Altnayland und Tageblat Bleter, in Vilner Tog (Wilna), Dos Naye Leben (Białystok) und Keneder Adler (Montreal) sowie in den New Yorker Druckschriften Morgen-Zhurnal, Amerikaner, Di Tsukunft, Teater-Shtern, Pinkus fun Amopteyl (Publikation der US-amerikanischen YIVO) und YIVO-Bleter (New York). In Paris wurden Beiträge im Parizer Haynt und Undzer Vort veröffentlicht, weiters in jiddischen und hebräischen Blättern in Palästina und Israel. Für den Amerikaner arbeitete Zylberzwaig von 1937 bis 1948 auch als Redakteur, ebenso im Jahr 1943 für das ebenfalls in New York erschienene Lodzher Yisker-Bukh. 1955 war er Co-Redakteur des Eliyohu Tenenholts’s Yoyvl-Bukh.

## Lexikon des jiddischen Theaters
Zylbercweigs bedeutendster Beitrag zur jiddischen Literatur respektive dem jiddischen Theater ist das Leksikon fun Yidishn Teater. Es besteht aus sechs Bänden mit über 1500 Einträgen zu jiddischen Schauspielern, Drehbuchautoren, Dramatikern, Übersetzern, Kritikern, Direktoren und Theaterorganisationen und deckt einen Zeitraum von etwa 150 Jahren ab, geht also zurück bis zu den Anfängen des jiddischen Theaters. Es beinhaltet auch Biografien von Komikern, Purim-Spielern, Broder singers und Volkssängern sowie Monographien zu Abraham Goldfaden, Jacob Gordin, Jizchok Leib Perez, David Pinski, Scholem Alejchem, Salman Reisen, Perez Hirschbein, Schalom Asch, Mendele Moicher Sforim, Nahum Stutchkoff und vielen anderen. Ein siebter Band war in Arbeit, wurde jedoch nie fertiggestellt. Seine Quellen sind in diversen Archiven verstreut.
Der fünfte Band ist mit „Kdoyshim band“ untertitelt, also „Märtyrer-Band“, und ist all jenen Theaterschaffenden gewidmet, die während des Holocaust ermordet wurden. Im sechsten Band sind Angaben zu den Autoren des Lexikons enthalten.
Das Lexikon wurde unter Mitarbeit von Dutzenden von Autoren erstellt, die einzelnen Biografien weisen unterschiedliche Vollständigkeit auf. Oft sind Geburtsort und -name nicht oder nur unvollständig erwähnt. Dennoch ist das sechsbändige Lexikon das umfangreichste je verfasste Werk zur jiddischen Theaterkultur. Ursprünglich sollten die Bände die Einträge in alphabetischer Reihenfolge aufweisen, doch wurde im Zuge der langjährigen Recherchen von diesem Prinzip nach und nach abgegangen, um auch später entdeckten Theaterschaffenden Einträge im Lexikon zu verschaffen. Es kommt zudem vor, dass der Personenindex eines Bandes Namen aufweist, die im jeweiligen Band nicht beinhaltet sind, und umgekehrt.
Im Oxford Handbook of Jewish Studies wird das Werk Zylbercweigs (in der Schreibweise „Zylbertsvayg“) zwar als Werk führender Historiker und Kritiker ihrer Zeit anerkannt, das eine reichhaltige Quelle über das jiddische Theater darstelle, schränkt aber ein, dass es mitunter an einem „Exzess von Fantasie, Übertreibung und Selbstüberhöhung“ leide:

„The lexicon provides a rich source of material on the history of Jewish theatre and the biographies of its artists, indluding descriptions of the Purimspiel tradition taken from the literature and memoirs of the time. Nevertheless, despite the excellent authority of its contributors – all leading historians and critics, such as Shatzky, Mukdoyni, and others – the Leksikon lacks accurate references and mingles authentical material with a medley of episodes and anecdotes that, like most memoirs, suffer from an excess of fantasy, exaggeration, and self-aggrandizement.[Hervorhebungen wie im Original]“

## Werke
Sachbücher:
- Hintern Forhang (Artikel und Anekdoten über das jiddische Theater), Vilna, 1928, 207 Seiten
- Vos der Yidisher Aktyor Dertseylt (Anekdoten), Vilna, 1928, 70 Seiten
- Teater-Zikhroynes (Erinnerungen, Anekdoten), Vilna, 1928, 106 Seiten
- Avram Goldfaden un Zigmunt Mogulesko (über Abraham Goldfaden und Sigmund Mogulesco), Buenos Aires, 1936, 186 Seiten
- Teater-Figurn (Biografisches über Theaterschaffende), Buenos Aires, 1936, 159 Seiten
- Albom fun Yidishn Teater, New York, 1937, 116 Seiten
- Avrom Goldfaden (anlässlich Goldfadens 100. Geburtstag), New York, 1940, 16 Seiten
- Teater-Mozaik, New York, 1941, 320 Seiten
- Ahad Ha-am un Zayn Batsiung tsu Yidish (Ahad Haam und seine Beziehung zum Jiddischen), Los Angeles, 1956, 140 Seiten
- Teater-Heftn, New York, 1943–1948 (teilweise in die dritte Auflage [Volume?] des Leksikon fun Yidishn Teater übernommen)

- Leksikon fun Yidishn Teater (Subtitel: Lexicon of the Yiddish Theatre, erste zwei[5] Bände gemeinsam mit Jacob Mestel), Hebrew Actors Union of America (Hrsg.)[1]
  - Band 1: New York, 1931
  - Band 2: Warschau, 1934
  - Band 3: New York, 1959
  - Band 4: New York, 1963
  - Band 5: Mexiko-Stadt, 1967 („Kdoyshim band“ / Märtyrer-Band)
  - Band 6: Mexiko-Stadt, 1969

Theaterstücke, Einakter (unvollständig):
- Ir Shvester, Warschau, 1920, 32 Seiten
- Piotrkow, 1920, 24 Seiten
- Kharote (Kinder-Musical), Łódź, 1921, 32 Seiten
- Vide [Confession], o. J.
- Der Medalyon. o. J.

Melodramen (unvollständig; entstanden in Łódź und Umgebung nach 1918):
- Der Yidisher Revolutsyoner
- Mit Farmakhte Oygn
- Man un Vayb
- Di Farbrecher
- Di Shtoltse Froy